# 笑福亭学光
笑福亭 学光（しょうふくてい がっこ、1954年3月6日 - ）は徳島県阿南市羽ノ浦町古毛出身の落語家・タレント。「お笑い福祉士」創設者。本来の表記は笑福亭 學光。本名は多田 政信（ただ まさのぶ）。現在は大阪府茨木市に在住。
上方落語協会会員で、阿波踊りの「はなしか連」連長も務める。

## 来歴
徳島県立富岡西高等学校を卒業。徳島相互銀行（現在の徳島大正銀行）に勤めたのち、1975年10月に内弟子として笑福亭鶴光に入門。高座名の「学光」は、鶴光と飲み友達だった漫画家のはらたいらが命名した。鶴光一門の筆頭弟子となった。
1976年に神戸「柳笑亭」にて初舞台。
『笑福亭鶴光のオールナイトニッポン』では、「鶴光の初弟子に何かレポートさせよう」というディレクターのアイディアで、「学光のドッキリマイク只今参上」のコーナーを担当。これはある一つの決められた言葉（言葉は毎週変わる）を街の人に投げかけ、その反応をリポートするものであった。
1992年3月には、ニューカレドニア移民100周年で落語を披露した。
2014年には「文化庁」の落語ワークショップで西日本の小学校や中学校を廻った（春と秋のワークショップと本公演）。
毎月1回第4水曜日に大阪市港区の市民学習センターで「オーク弁天寄席」を講談師の旭堂南鱗と共催していたが、会場閉鎖のため2018年3月に279回で終了した。
師匠の鶴光は現在は東京を主たる活動拠点としているため、上方落語協会と落語芸術協会の両方に属し、東京における弟子は落語芸術協会に属している。鶴光一門の現役の落語家で上方落語協会のみに所属しているのは学光だけとなっている。

### 福祉・ボランティア活動
1994年よりラジオ番組をきっかけに、ユネスコ北京事務所日本人ボランティアズと一緒に中国に小学校を建てるプロジェクトに参加して10年間中国の小学校とかかわる。
2003年からは介護施設を訪問するボランティア「お笑い福祉士」を創設し、カルチャーなどでお笑い福祉士を400人以上養成している。また、2006年10月には「朝日新聞お笑い福祉士特別一日講座」が広島・大阪・福井などで開かれた。2012年12月にはNHK『にっぽん紀行』でお笑い福祉士の活動（ひだまり寄席）が全国に紹介された。

## 人物
特技は少林寺拳法（二段）。また、趣味としてスキューバダイビングがある。
落語の余興として腹話術をすることがある。ローカル番組内でその腕前を披露しているほか、現在の居住地である茨木市の学校で文化学習の一環として落語を行う際も腹話術も披露する。

## 受賞歴
- 1990年 「中四国民放連最優秀賞」 （四国放送「土曜ワイド徳島」）
- 1998年 「中四国民放連最優秀賞」 （四国放送「土曜ワイド徳島」）
- 2004年 「民放連全国審査優秀賞」 （西日本放送「詩人塔和子さんに会いに行く」）
- 2005年 「中四国民放連最優秀賞」 （西日本放送「ラジオでDON」）
- 2006年 「中四国民放連最優秀賞」 （西日本放送「ラジオでDON」）

## 過去のレギュラー番組
テレビ
- サンテレビ「おとなの子守唄」
- サンテレビ「新・おとなの絵本」
- サンテレビ「幸福相談」
- 西日本放送テレビ「笑福亭学光のホットかがわ」毎月第一日曜日 11：45-12：00

ラジオ
- ニッポン放送「笑福亭鶴光のオールナイトニッポン」（学光のドッキリマイク只今参上）
- ラジオ関西「デイトインサテライト」（アシスタント）
- ラジオ関西「UCCサテスタサンデークイズ」（司会）
- ラジオ関西「おとなの子守唄」
- 朝日放送「日産ミュージックギャラリーポップ対歌謡曲」（リポーター）
- 毎日放送「ごきげんさん2時です」
- 毎日放送「サンテ40すっきりインタビュー」
- ラジオ大阪 ｢笑福亭学光のおおさか午後4時」（メインパーソナリティー）
- ラジオ大阪「おっと!モモンガ」
- ラジオ大阪「OBC選抜カラオケ大行進」（司会）
- ラジオ大阪「鶴光のメン食いランド」
- ラジオ大阪「ナイタージョッキー」
- ラジオ大阪「長保有紀のなんでも歌謡曲」
- 西日本放送ラジオ「情報てんこもりラジオでDON」
- 四国放送ラジオ 「土曜ワイド徳島」
- 四国放送ラジオ「土曜川柳　レッツ575」

## CM
- 奈良健康ランド
- 徳島新聞
- 鳴門ガス
- 高松ケーブルテレビ

## 著書
- 『學光・学校―中国への学校支援から学ぶ心の豊かさ』 （2002年7月、浪速社） ISBN 978-4888544177
- 『めざせ!お笑い福祉士 豊かな人生の生きがい』 （2012年3月、浪速社） ISBN 978-4888544603

## CD
- シングル「東京らんでぶう」 （1990年3月16日、日本クラウン） - 企画競演物の歌で、イラストレーター・漫画家の秋元裕美子とデュエットで歌われていた。

## 関連書籍
- 『月刊 福祉のひろば 2005年6月号』 （「ひろばトーク 『めざせ、お笑い福祉士を！』」、総合社会福祉研究所）